# Seznam švedskih igralcev
Seznam švedskih igralcev je krovni seznam.

## Seznami
- seznam švedskih filmskih igralcev
- seznam švedskih gledaliških igralcev
- seznam švedskih pornografskih igralcev
- seznam švedskih televizijskih igralcev